# Sorrente !
Pour les articles homonymes, voir Sorrente (homonymie).
Sorrente !, op. 61, est une œuvre de la compositrice Mel Bonis, datant de 1904.

## Composition
Mel Bonis compose Sorrente ! pour piano et récitant, sur un poème de Cécile Guinand. L'œuvre, dédiée à Léon Brémont, est publiée pour la première fois aux éditions Demets en 1904. Elle est rééditée en 2006 par les éditions Furore.

## Edition actuelle
- In Mel Bonis, œuvres pour piano, Volume 3- Pièces pittoresques et poétiques B; éd. Furore, 2006

## Sources
- Étienne Jardin, Mel Bonis (1858-1937) : parcours d'une compositrice de la Belle Époque, 2020 (ISBN 978-2-330-13313-9 et 2-330-13313-8, OCLC 1153996478, lire en ligne)

## Edition actuelle
- In Mel Bonis, œuvres pour piano, Volume 3- Pièces pittoresques et poétiques B; éd. Furore, 2006